# Mike Mohamed
(en) Statistiques sur pro-football-reference
Mike Mohamed (né le 11 mars 1988 à Brawley) est un joueur américain de football américain. Il joue actuellement avec les Texans de Houston

## Enfance
Mohamed étudie à la Brawley Union High School de sa ville natale de Brawley.

## Carrière

### Université
Il entre à l'université de Californie où il joue pour l'équipe de football américain des Golden Bears. Il y porte le numéro 11.

### Professionnel
Mike Mohamed est sélectionné au sixième tour du draft de la NFL de 2011 par les Broncos de Denver au 189e choix. Il joue la pré-saison avec les Broncos avant d'être libéré le 22 septembre 2011 mais signe avec l'équipe d'entraînement le lendemain. Le 29 novembre, il intègre l'équipe active. Libéré, il rejoint l'équipe d'entraînement des Jaguars de Jacksonville, le 12 septembre 2012, mais il n'y reste que deux semaines. Après un rapide passage chez les Titans du Tennessee, il retourne chez les Broncos de Denver où il ne joue qu'un seul match.
Le 25 janvier 2013, Mohamed s'engage avec les Texans de Houston et parvient à rester dans l'équipe pour la saison 2013 où il joue huit matchs comme remplaçant.

## Palmarès
- Mention honorable de la conférence Pacific 10 2008
- Équipe de la conférence Pacific 10 2009